# Leskea consanguinea
Leskea consanguinea là một loài Rêu trong họ Leskeaceae. Loài này được (Mont.) Mitt. mô tả khoa học đầu tiên năm 1859.